# لوب‌های مغز

لوب های مغز شامل فرونتال اکسیپیتال تمپورال

لوب‌های مغز نواحی چندگانه مخ هستند که به وسیلهٔ شکاف‌های عمیق، نیم‌کره‌های مغز انسان را تقسیم می‌کنند.
هر کدام از این نواحی پردازش بخشی از اطلاعاتی که از اندام‌های حسی می‌آیند را برعهده دارند؛ مثلاً اطلاعات بینایی در لوب پس سری (که در عقب جمجمه است) و اطلاعات شنوایی در لوب گیج‌گاهی پردازش می‌شوند. هر لوب ممکن است به مناطق دیگری که عملکردهای ویژه‌ای را کنترل می‌کند تقسیم شود. دانستن این که هر لوب مغزی به تنهایی فاقد عملکرد مطلوب است بسیار حائز اهمیت می‌باشد.